# Fóminki
Fóminki (en rus: Фоминки) és un poble de l'óblast de Vladímir, a Rússia, segons el cens del 2010 tenia 1.305 habitants. Pertany al districte municipal de Gorokhovets.